# Seven Karta
Seven Karta ou Bafut Seven Karta est un groupe armé séparatiste actif dans la ville de Bafut de la région du Nord-Ouest du Cameroun. Il fait partie du Conseil d'autodéfense de l'Ambazonie (CAA).

## Étymologie
Le mot « Seven Karta » a deux significations : « seven » fait référence à sept hommes qui ont combattu l'Empire allemand lors des guerres du Bafut, tandis que « karta » est un tissu porté par les habitants.

## Histoire

### Création et actions
Le groupe Seven Karta est fondé par des chauffeurs de taxi qui ont perdu leurs moyens de subsistance en raison de la crise anglophone au Cameroun.
Le 22 mars 2019, le groupe érige des murs en béton sur la route entre Bafut et Bamenda, dans le but d'empêcher les soldats camerounais d'entrer dans Bafut à bord de véhicules.

### Revers
En avril 2020, l'armée camerounaise lance l'opération Free Bafut contre le groupe. L'offensive conduit à la mort des « généraux » Alhaji et Peace Plant, ainsi que de 13 de leurs hommes. Le groupe perd également des bases, des armes et des équipements.
En décembre 2022, l'armée camerounaise tue à Bafut un commandant des Seven Karta, connu sous le nom de « One Blood », et expose son cadavre en public.